# 滨海斑鸠菊
滨海斑鸠菊（学名：Vernonia maritima）为菊科班鸠菊属的植物。分布于台湾岛、菲律宾等地，属中国原产的植物（非从国外引种）。